# Localz Only
Localz Only è un album in studio del rapper italiano Noyz Narcos e del produttore discografico italiano Fritz da Cat, pubblicato il 1º giugno 2015 dalla Universal Music Group.
Localz Only ha debuttato al quarto posto della classifica italiana degli album, vendendo 12 007 copie nel corso del 2015 e risultando il nono album rap più venduto dell'anno.
L'album è stato inoltre votato come il terzo miglior album ai RapBurger Awards 2015.

## Descrizione
Localz Only, la cui copertina è stata realizzata da Andrea Mangiri, è caratterizzato da campionamenti tratti da album di musica country, rock e blues: le sonorità prendono ispirazione dagli spaghetti western. Tutti i brani sono stati prodotti da Fritz da Cat, ad eccezione di Intro (coprodotto con Shablo), Respect the Hangover (coprodotto con Zef) e Monumenti (coprodotto con Mace). A Intro e The Chef ha partecipato DJ Gengis attraverso la realizzazione di alcuni scratch, mentre tra i rapper hanno partecipato Salmo in Dal tramonto all'alba e Jack the Smoker e Ensi in Respect the Hangover.
L'uscita dell'album è stata anticipata da tre singoli. Il primo, l'omonimo Localz Only, è uscito il 12 maggio 2015 ed è stato accompagnato dal relativo videoclip due giorni più tardi; i due singoli seguenti, ovvero "El Padre" e Dal tramonto all'alba, sono stati pubblicati rispettivamente il 22 e il 29 maggio 2015.

## Tracce
1. Intro – 1:35
2. The Chef – 2:59
3. Localz Only – 2:57
4. "El Padre" – 2:45
5. Dal tramonto all'alba (feat. Salmo) – 3:18
6. Black Box – 2:21
7. Respect the Hangover (feat. Jack the Smoker & Ensi) – 4:00
8. Interludio – 1:14
9. Talent Show – 2:17
10. Monumenti – 3:33
11. The World Ain't Ready for Me – 3:28
12. Polvere di stelle – 3:48
13. Money & Egos – 1:24

## Formazione
Musicisti
- Noyz Narcos – voce
- DJ Gengis – scratch (tracce 1 e 2)
- Salmo – voce aggiuntiva (traccia 5)
- Jack the Smoker, Ensi – voci aggiuntive (traccia 7)

Produzione
- Fritz da Cat – produzione
- Shablo – coproduzione (traccia 1)
- Zef – coproduzione (traccia 7)
- Mace – coproduzione (traccia 10)

## Classifiche
| Classifica (2015) | Posizione massima |
| ----------------- | ----------------- |
| Italia            | 4                 |